# Hugo Winckler
Hugo Winckler, född 4 juli 1863 i Gräfenhainichen, död 19 april 1913 i Berlin, var en tysk assyriolog.
Winckler blev 1891 privatdocent i österländska språk vid Berlins universitet och 1904 e.o. professor där. Han lade grunden till den panbabylonistiska skolan och skrev en mängd arbeten rörande Babyloniens historia och kultur, av vilka kan nämnas Keilinschriftliches Textbuch zum Alten Testament (tredje upplagan 1903), Geschichte Babyloniens und Assyriens (1892) och Alt-orientalische Forschungen I–III (1893–1902 ff.). Tillsammans med Heinrich Zimmern utgav han tredje upplagan av Eberhard Schraders "Die Keilinschriften und das Alte Testament" (1903), som i denna upplaga blev en helt ny bok. Åren 1906–07 anställde Winckler på uppdrag av Vorderasiatische Gesellschaft utgrävningar i det gamla hettiterrikets huvudstad Hattusa vid Boğazköy (fem dagsresor öster om Ankara). Där påträffades 2 500 lertavlor med hettitiska inskrifter.